# Carolina Rhinos
Die Carolina Rhinos waren ein Arena-Football-Team aus Greenville (South Carolina), das in der af2 spielte. Ihre Heimspiele trugen die Rhinos im Bi-Lo Center aus.

## Geschichte
Die Rhinos wurden 2000 gegründet und starteten im gleichen Jahr als eines der fünfzehn teilnehmenden Franchises an der neu gegründeten af2.
In drei Jahren der Ligazugehörigkeit schaffte es das Franchise zweimal in die Playoffs, scheiterte aber spätestens im Halbfinale. Für af2-Verhältnisse hatten die Rhinos einen sehr passablen Zuschauerschnitt von 7.748 in den drei Jahren.
Die Besitzer der Rhinos, die ScheerSports, Inc. um Carl Scheer, verkündeten Ende 2002 das Aus für die Rhinos. Grund dafür war, dass das Unternehmen ihre Kraft und Energie in ihre beiden Eishockeymannschaften der Greenville Grrrowl und der Charlotte Checkers stecken wollen.

## Saisonstatistiken
| Jahr | Team            | Liga | S  | N  | Playoffs erreicht | Playoffrunde                                                                          |
| ---- | --------------- | ---- | -- | -- | ----------------- | ------------------------------------------------------------------------------------- |
| 2000 | Carolina Rhinos | af2  | 9  | 7  | ja                | N Viertelfinale gg. Augusta Stallions 64:76                                           |
| 2001 | Carolina Rhinos | af2  | 12 | 4  | ja                | S Viertelfinale gg. Tulsa Talons 69:35 N Halbfinale gg. Quad City Steamwheelers 16:35 |
| 2002 | Carolina Rhinos | af2  | 5  | 11 | nein              |                                                                                       |

## Zuschauerentwicklung
| Jahr | Team            | Liga | Zuschauerdurchschnitt |
| ---- | --------------- | ---- | --------------------- |
| 2000 | Carolina Rhinos | af2  | 10.035                |
| 2001 | Carolina Rhinos | af2  | 7.647                 |
| 2002 | Carolina Rhinos | af2  | 5.563                 |